# Бенин на Светском првенству у атлетици на отвореном 2023.
Бенин је осамнаести пут учествовао на 19. Светском првенству у атлетици на отвореном 2023. одржаном у Будимпешти од 19. до 27. августа. Репрезентацију Бенина представљала је 1 атлетичарка која се такмичила у трци на 800 м.,.
На овом првенству такмичарка Бенина није освојила ниједну медаљу нити је остварила неки резултат. 

## Учесници
Жене: 
- Ноелије Јариго — 800 метара

## Резултати

### Жене
| Атлетичарка    | Дисциплина | Лични рекорд | Квалификације | Квалификације | Полуфинале | Полуфинале | Финале                | Финале | Детаљи |
| Атлетичарка    | Дисциплина | Лични рекорд | Резултат      | Место         | Резултат   | Место      | Резултат              | Место  | Детаљи |
| -------------- | ---------- | ------------ | ------------- | ------------- | ---------- | ---------- | --------------------- | ------ | ------ |
| Ноелије Јариго | 800 м      | 1:58,48 , НР | 1:59,96 КВ    | 1. у гр. 3    | 1:59,43    | 3. у гр. 1 | Није се квалификовала | 8 / 56 |        |